# 윤용구 (1853년)
윤용구(尹用求, 1853년 ~ 1939년)은 조선 말기의 문신, 화가로, 자는 주빈(周賓), 호는 석촌(石村)·해관(海觀)·수간(睡幹)·장위산인(獐位山人), 본관은 해평이다. 글씨와 글에 능한 서화가였다.

## 생애
윤용구는 1853년에 몰락한 양반 집안에서 태어났다.
1871년에 문과에 등제하여 벼슬이 예조·이조판서에 이르렀다.
1895년, 을미사변 이후로 법무·탁지부·내무부에 명을 받았지만 취임하지 않고 서울 근교의 장위산에 은거하면서 장위산인이라 자호하고 지냈다.
1910년에 한일 병합 조약 이후, 일본 정부에서 남작(男爵) 직위를 주었으나 거절하였다.
윤용구는 많은 글씨, 그림 작품들을 남겼다.
1939년, 윤용구는 87세의 나이로 사망하였다.

## 작품
- 김균선생묘 (경기도 기념물 제105호)